# Nothrolohmannia baloghi
Nothrolohmannia baloghi är en kvalsterart som beskrevs av Norton 2003. Nothrolohmannia baloghi ingår i släktet Nothrolohmannia och familjen Hypochthoniidae. Inga underarter finns listade i Catalogue of Life.